# Alice Jung
Pour les articles homonymes, voir Jung.
Alice Jung, née le 23 avril 1982 en Corée du Sud, est une coureuse cycliste américaine, d'origine sud-coréenne. Spécialiste du BMX, elle est notamment médaillée de bronze des championnats du monde de 2004.
Elle arrête sa carrière de sportive de haut niveau après la saison 2005 pour se concentrer sur ses études.

## Palmarès en BMX

### Championnats du monde
- Perth 2003
  - 6e du BMX
- Valkenswaard 2004
  -  Médaillée de bronze du BMX